# 김해숙 (조선공산당)
김해숙(한국 한자: 金海肅, ? ~ 1947년 1월 1일)은 미군정 조선 시대 말기의 조선공산당의 당원이었었다. 1937년 조선공산당에 입당하여 1947년 사살될때까지 10년간의 당원으로 몸담았다.
1937년 경성부에서 조선공산당에 입당하였으며, 1943년에 소련의 연해주를 처음으로 방문한 이후 일제강점기 시대의 평안남도의 평양을 거쳐 평남 진남포의 오빠 부부가 사는 집으로 귀거하여, 진남포에서 소련인 및 조선인 공산당원들과 소소히 교류를 하던 가운데, 1945년 8월 15일에 광복(을유 해방)을 평남 진남포에서 목도한 이후로는 같은 해 1945년 10월 8일에 오빠 부부를 비롯한 직족들과 아울러 모두 같이 함께, 삼팔선 남쪽의 경기도의 고양군으로 월남하였고, 이듬해 1946년 11월 30일에는, 정진룡(丁鎭龍)의 2번째 부인으로 결혼하였다. 그 당시의 정진룡(丁鎭龍)은 지난날의 첫 상배한 전처와 사이에 1남 1녀를 두었었던, 당시 공산당 당내 동료 출신이었는데, 1946년 동짓달 말순에 김해숙은 바로 그 동료 정진룡(丁鎭龍)의 2번째 부인으로 결혼하여 달포 남짓의 신혼 시절이던, 그 이듬해 1947년 1월 1일에는, 민청대에서 비밀리에 경기도의 양주군의 북한산(삼각산 산자락 동네)의 단합대회가 열렸는데, 김두한(金斗漢)이 이 소식을 듣고 습격해 수많은 전위대원들을 총으로 쏘아 죽이는 과정에서 사살되면서 죽었다.

## 김해숙이 등장한 작품
- 《야인시대》(2002) (배우: 이상은, 나경미)